# Hans von Funck
El General Johannes “Hans” Emil Richard Freiherr von Funck (23 de diciembre de 1891 - 14 de febrero de 1979) fue un General de Tropas Panzer altamente condecorado del ejército alemán durante la Segunda Guerra Mundial.

## Biografía
Después de la asistencia a la escuela secundaria en Koszalin, desde Semana Santa en 1911 hasta el verano de 1914 estudió derecho en Greifswald y Friburgo. El 2 de agosto de 1914 ingresó en el 1.º Regimiento de Dragones de Brandeburgo como oficial cadete y el 18 de junio de 1915 fue comisionado como Leutnant.
El 6 de noviembre de 1915 en Gotinga se casó y durante la Primera Guerra Mundial se le otorgó la Cruz de Hierro de I y II Clase. Fue retenido en la Reichswehr después de la guerra y en 1923 fue ascendido a Oberleutnant. Desde 1926 trabajó en el Ministerio Reichswehr en la División de Capacitación (T4).
El 1 de julio de 1933 fue nombrado como el Ayudante del Jefe del ejército y al año siguiente, Comandante en el Estado Mayor. En 1936 sirvió en la guerra civil española como líder del Ejército Nacional Alemán en España. También fue el agregado militar en la sede del Gobierno Nacional en España. A principios de 1939 fue nombrado agregado militar de la Embajada de Alemania en Lisboa.
En 1939 fue promovido a Oberst y en el mismo año su matrimonio se disolvió. En 1940 se casó por segunda vez con Maria Freiin de Mirbach. En 1940 fue nombrado como comandante de la 3.ª Brigada Panzer y en 1941 es ascendido a Mayor General dándole el mando de la 7.ª División Panzer como sucesor de Erwin Rommel y sostuvo este comando en el centro y sur de las secciones del Frente Oriental.
El 15 de julio de 1941 recibió la Cruz de Caballero de la Cruz de Hierro, en reconocimiento de sus acciones en Vilna y en la Batalla de Bialystok-Minsk. Por su papel en las operaciones en el Don y en la cuenca de Donets, el 14 de marzo de 1943 fue galardonado con la Cruz de Oro y el 1 de febrero de 1944 fue ascendido a General der Panzertruppe y designado como comandante general del XXXXVII Cuerpo Panzer, inicialmente en el frente oriental y más tarde en el frente occidental. El 4 de septiembre de 1944, fue trasladado a la reserva del OKH. Desde agosto de 1945 hasta 1955 Funck fue un prisionero de guerra en la URSS.
Falleció el 14 de febrero de 1979 en la ciudad de Viersen, Distrito de Düsseldorf, Estado de Nordrhein-Westfalen, Alemania.

## Condecoraciones y atributos militares
- Eisernes Kreuz (1914) II. Klasse – Cruz de Hierro de 2.ª Clase de 1914 (Prusia)
- Eisernes Kreuz (1914) I. Klasse – Cruz de Hierro de 1.ª Clase de 1914 (Prusia)
- Ehrenkreuz für Frontkämpfer 1914-1918 – Cruz de Honor para los combatientes del Frente de 1914-1918 (Alemania)
- Spanienkreuz, Gold mit Schwertern und Brillanten – Cruz de España de oro con Espadas y Diamantes (Alemania).
- Medalla de la Campaña de España 1936-1939 (España)
- Medalla Militar Individual (España)
- 1939 Spange zum Eisernes Kreuz II. Klasee Klasse 1914 – Broche de 1939 para la Cruz de Hierro de 2.ª Clase de 1914 (Alemania)
- 1939 Spange zum Eisernes Kreuz I. Klasse 1914 – Broche de 1939 para la Cruz de Hierro de 1.ª Clase de 1914 (Alemania)
- Ritterkreuz des Eisernen Kreuzes – Cruz de Caballeros de la Cruz de Hierro (Alemania).
- Eichenlaub für das Ritterkreuz des Eisernen Kreuzes – Hojas de Roble para la Cruz de Caballeros de la Cruz de Hierro (Alemania).
- Panzerkampfabzeichen (Ohne zahl) – Insignia de combate de tanques sin N° (Alemania).
- Deutsches Kreuz in Gold – Cruz alemana en oro (Alemania)
- Medaille “Winterschlacht im Osten 1941/42“ – Medalla "Batalla de invierno en el Este 1941/42" (Alemania)
- Dienstauszeichnung der Wehrmacht IV.Klasse, 4 Jahre – Premio de la Wehrmacht de 4.ª Clase por 4 años de Servicios (Alemania)
- Dienstauszeichnung der Wehrmacht III. Klasse, 12 Jahre – Premio de la Wehrmacht de 3.ª Clase por 12 años de Servicios  (Alemania)
- Dienstauszeichnung der Wehrmacht II. Klasse, 18 Jahre – Premio de la Wehrmacht de 2.ª Clase por 18 años de Servicios  (Alemania)
- Dienstauszeichnung der Wehrmacht I. Klasse, 25 Jahre – Premio de la Wehrmacht de 1.ª Clase por 25 años de Servicios (Alemania)